# Saivokero
Saivokero är en bergstopp i Finland. Den ligger i Enontekis i landskapet Lappland, i den norra delen av landet, 900 km norr om huvudstaden Helsingfors. Toppen på Saivokero är 493 meter över havet. Saivokero ligger vid sjön Vuontisjärvi.
Terrängen runt Saivokero är kuperad åt sydväst, men åt nordost är den platt.  Trakten runt Saivokero är nära nog obefolkad, med mindre än två invånare per kvadratkilometer.